# 1869 en littérature
| Années de la littérature : 1866 - 1867 - 1868 - 1869 - 1870 - 1871 - 1872    |
| Décennies de la littérature : 1830 - 1840 - 1850 - 1860 - 1870 - 1880 - 1890 |

Cet article présente les faits marquants de l'année 1869 en littérature.

## Presse
- 18 avril : Henryk Sienkiewicz, âgé de 23 ans, futur prix Nobel de Littérature (1905), voit son premier article publié dans la presse polonaise, une critique théâtrale pour le Przeglad Tygodniowy.
- Fondation de La Ilustración Española y Americana, une revue hebdomadaire espagnole.

## Essais
- Situation de la classe ouvrière en Russie, de Bervi Flerovski.
- Lettres philosophiques de Lavrov (1868-1869)
- La Russie et l’Europe, de Danilevski. Essor du panslavisme.
- Le Judaïsme à l’étranger, ouvrage antisémite de Bruno Bauer.
- Volere è potere, de Michele Lessona.
- A Memoir of Jane Austen, biographie de la romancière Jane Austen par son neveu, James Edward Austen-Leigh, publiée le 16 décembre.

## Poésie
- Le comte de Lautréamont publie Les Chants de Maldoror.
- Paul Verlaine, Les Fêtes galantes.
- Œuvres complètes de Charles Baudelaire publié par l'éditeur Michel Levy. Publication posthume de L'Art romantique (vol. III) et des Petits poèmes en prose (vol. IV).

## Romans
- 20 mars : début de la parution en feuilleton dans la revue Magasin d'éducation et de récréation du roman Vingt mille lieues sous les mers, de Jules Verne (fin le 20 juin 1870.
- Gustave Flaubert, L'Éducation sentimentale
- Edmond et Jules de Goncourt, Madame Gervaisais
- Victor Hugo,  L'Homme qui rit
- Émile Gaboriau, M. Lecoq

- Fiodor Dostoïevski, L'Idiot
- Léon Tolstoï, Guerre et Paix.
- Louisa May Alcott, Le Docteur March marie ses filles.

- Michel Lévy frères commence la publication des œuvres complètes d'Honoré de Balzac, une édition qui s'échelonne sur 7 ans, jusqu'en 1876
- Lettres de mon moulin, recueil de nouvelles d'Alphonse Daudet.
- Lokis, nouvelle de Mérimée.
- L'Infortunée, nouvelle d'Ivan Tourgueniev.

## Théâtre
- Cœur ardent, d'Alexandre Ostrovski.

## Principales naissances
- 15 avril : Concha Espina, écrivaine espagnole († 19 mai 1955).
- 15 octobre : Aurelio Tolentino, dramaturge, poète, journaliste et révolutionnaire philippin († 5 juillet 1915).
- 22 novembre : André Gide, écrivain français († 19 février 1951).
- Ahmet Ağaoğlu, politique et journaliste azerbaïdjanais.

## Principaux décès
- 28 février : Alphonse de Lamartine, poète et écrivain français, 79 ans (° 21 octobre 1790).